# Othon II de Brandebourg
Pour les articles homonymes, voir Othon II.
Otton II, appelé également le Généreux (en allemand : der Freigiebige), né vers 1149 et décédé le 4 juillet 1205, est un prince de la maison d'Ascanie, fils aîné du margrave Othon Ier de Brandebourg. Il est le troisième margrave de Brandebourg de 1184 jusqu'à sa mort. 

## Biographie

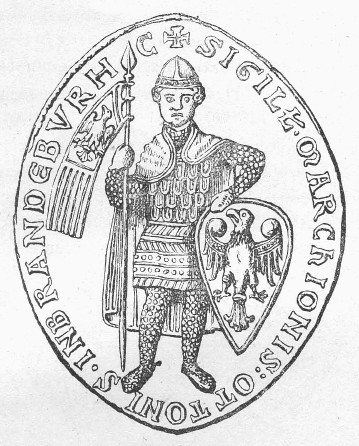
Le sceau du margrave Otton II.

Né au sein de la lignée saxonne des Ascaniens, il est le fils aîné du margrave Othon Ier de Brandebourg († 1184) et de son épouse Judith de Pologne (en) († 1172/1174), une fille du duc Boleslas III Bouche-Torse issue de la maison Piast. En 1157, le grand-père d'Otton II, Albert l’Ours, ayant définitivement vaincu le prince obodrite Jaxa de Copnic créé la marche de Brandebourg. 
Succédant à son père, il poursuit l'extension du Brandebourg et mène des campagnes contre les tribus slaves (« Wendes ») et, conjointement avec le comte Adolphe III de Holstein, contre les forces du roi Knut VI de Danemark. Durant l'hiver de 1198-99 l'armée du margrave dévaste les occupations danoises en Poméranie. Il consolide ses victoires territoriales en annexant Rügen et menaçant Hambourg. 
En 1200 et à nouveau en 1203, il apporte son soutien au roi Philippe de Souabe la dynastie de Hohenstaufen dans sa controverse avec l'antiroi Otton de Brunswick. Il fait des dons généreux au chapitre de la cathédrale de Brandebourg et à de nombreuses autres fondations religieuses.

## Succession
Otton II est marié à Ada († après 1205), une fille du comte Florent III de Hollande. Lorsqu'il meurt sans descendance, c'est son demi-frère cadet Albert II qui lui succède.

## Monument
En 1899, une statue due au sculpteur Joseph Uphues à l'effigie d'Othon II de Brandebourg est érigée dans l'ancienne allée de la Victoire (Siegesallee) du Großer Tiergarten à Berlin. Lors de la destruction de l'allée durant la Seconde Guerre mondiale, le monument est sauvé et enterré dans le parc du château de Bellevue.
Aujourd'hui, la statue est conservée à la citadelle de Spandau en vue de sa restauration. 

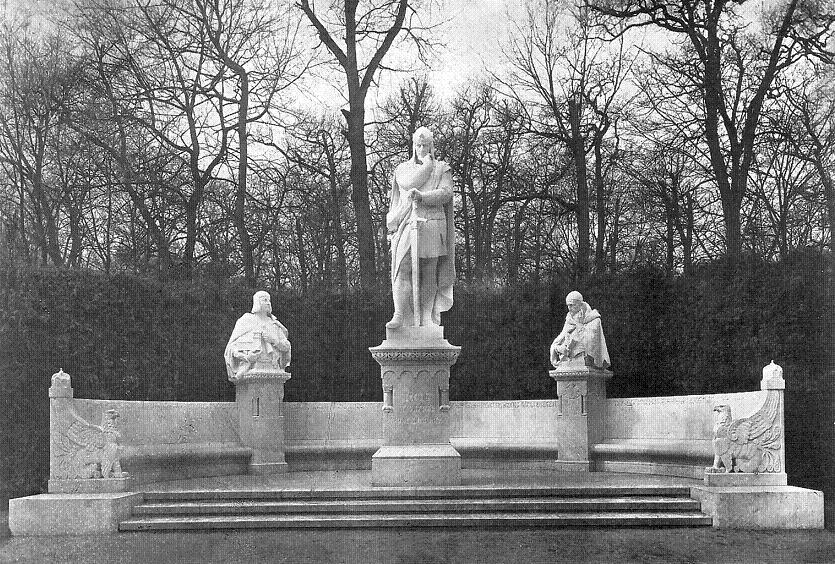
Le monument d'Otton II à la Siegesallee à Berlin.

## Sources
- (en) Cet article est partiellement ou en totalité issu de l’article de Wikipédia en anglais intitulé « Otto II, Margrave of Brandenburg » (voir la liste des auteurs).
- Anthony Stokvis, Manuel d'histoire, de généalogie et de chronologie de tous les États du globe, depuis les temps les plus reculés jusqu'à nos jours, préf. H. F. Wijnman, éditions Brill Leyde 1890-1893, réédition 1966, volume III, chapitre VIII « Généalogie des Margraves de Brandebourg. Maison d'Ascanie » . Tableau généalogique n° 7.